# Hương Sơn, Quang Bình
Hương Sơn là một xã thuộc huyện Quang Bình, tỉnh Hà Giang, Việt Nam.

## Địa lý
Xã Hương Sơn nằm ở phía huyện Quang Bình, có vị trí địa lý:
- Phía đông và bắc giáp huyện Bắc Quang
- Phía tây giáp xã Tiên Yên và xã Yên Hà
- Phía nam giáp huyện Bắc Quang và xã Vĩ Thượng.

Xã Hương Sơn có diện tích 37,51 km², dân số năm 2019 là 2.672 người, mật độ dân số đạt 71 người/km².

## Lịch sử
Trước đây, Hương Sơn là một xã thuộc huyện Bắc Quang.
Ngày 1 tháng 12 năm 2003, Chính phủ ban hành Nghị định 146/2003/NĐ-CP về việc thành lập huyện Quang Bình trên cơ sở điều chỉnh xã Hương Sơn thuộc huyện Bắc Quang sang trực thuộc huyện Quang Bình.